# Sybil (cantante)
Sybil Lynch, nota semplicemente come Sybil (Paterson, 2 giugno 1963) è una cantante statunitense.

## Biografia
Cugina della cantante Maxine Jones, storico membro delle En Vogue, ha ottenuto un contratto discografico con la Next Plateau Records nel 1986 e ha pubblicato il primo album Let Yourself Go nel 1987, ottenendo un discreto successo nel Regno Unito. Il grande successo però arriva con il secondo disco Sybil del 1989: a supporto dell'album vengono estratti i singoli Don't Make Me Over e Walk On By, entrambi cover di brani scritti da Burt Bacharach e Hal David e interpretati da Dionne Warwick; Don't Make Me Over raggiunge il primo posto in Nuova Zelanda e la top 20 negli Stati Uniti, mentre Walk On By entra in top 10 nel Regno Unito e diventa la versione che è arrivata più in alto nella classifica britannica (n. 6), superando il picco originale della Warwick (n. 9).
Il terzo album Sybilization arriva nel 1990 ma non ottiene grandi risultati commerciali. Tuttavia nel 1993 la cantante riesce a riguadagnare popolarità con il singolo The Love I Lost, in origine un pezzo degli Harold Melvin & the Blue Notes, realizzato in collaborazione con il DJ West End, che arriva al n. 3 nella classifica britannica divenendo il suo più grande successo. Il singolo è estratto dal quarto album Doin' It Now!. Successivamente nello stesso anno realizza il suo quinto album Good 'N' Ready, che produce l'ultimo successo da top 10 della cantante nel Regno Unito, ossia il singolo When I'm Good and Ready. Nel 1996 il suo contratto con la Next Plateau è espirato con la pubblicazione di un Greatest Hits; in seguito Sybil ha pubblicato un solo ulteriore album, Still a Thrill, e da allora mantiene un profilo basso, esibendosi in concerto e pubblicando occasionalmente brani dance per i club.

## Discografia
- Let Yourself Go (1987)
- Sybil (1989) (Walk On By in UK)
- Sybilization (1990)
- Doin' It Now! (1993)
- Good 'N' Ready (1993)
- Still a Thrill (1997)